# Liste von Bergwerken in Duisburg

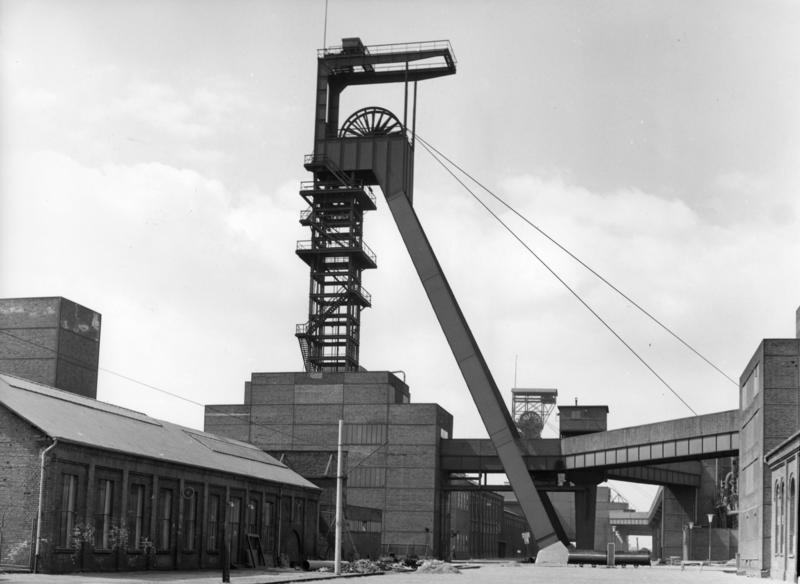
Zeche Friedrich Thyssen, Duisburg-Hamborn, 1959

Die Liste von Bergwerken in Duisburg umfasst die stillgelegten Bergwerke in Duisburg, Ruhrgebiet. Sie zählen zum Rheinisch-Westfälischen Kohlenrevier. 

## Geschichte
Zuletzt stellte die Zeche Walsum 2008 den Betrieb ein.

## Liste
Die Zeitpunkte bedeuten ggf. auch den Verleih der Rechte, Beginn der Teufe, bzw. Verfüllung und Abriss bis zur endgültigen Schließung. Gegebenenfalls standen die Anlagen auch zwischenzeitlich still. 
| Name                | Stadt und Ortsteil                 | Beginn | Ende | Anmerkungen                                          |
| ------------------- | ---------------------------------- | ------ | ---- | ---------------------------------------------------- |
| Beeckerwerth        | Beeck                              | 1916   | 1963 |                                                      |
| Deutscher Kaiser    | Hamborn                            | 1856   | 1919 | Umbenennung in Friedrich Thyssen.                    |
| Diergardt           | Rheinhausen-Hochemmerich-Neuenkamp | 1910   | 1967 | Baufeld zu Mevissen.                                 |
| Friedrich Thyssen   | Hamborn                            | 1919   | 1976 | Konsolidation von Deutscher Kaiser und Beeckerwerth. |
| Jacobine            | Ruhrort                            | 1857   | 1861 | Umbenennung in Ruhr & Rhein.                         |
| Java                | Neuenkamp                          | 1854   | 1911 |                                                      |
| Neumühl             | Neumühl                            | 1893   | 1962 |                                                      |
| Rheinpreussen 1/2   | Homberg                            | 1857   | 1925 | Schacht 1 ab 1857, Schacht 2 ab 1867.                |
| Rheinpreussen 3     | Homberg                            | 1891   | 1914 |                                                      |
| Rönsberghof         | Beeck                              | 1908   | 1926 | Übernahme durch Westende.                            |
| Ruhr & Rhein        | Ruhrort                            | 1861   | 1907 | Konsolidation zu Westende.                           |
| Walsum              | Walsum                             | 1927   | 2008 | Grubenwasserhaltung                                  |
| Wehofen             | Wehofen                            | 1909   | 1928 | Baufeld zu Friedrich Thyssen II/V.                   |
| Westende            | Meiderich-Laar                     | 1855   | 1968 |                                                      |
| Wilhelmine Mevissen | Rheinhausen                        | 1912   | 1973 |                                                      |